# Prosopocoilus zebra ledae
Prosopocoilus zebra ledae es una subespecie de coleóptero de la familia Lucanidae. Presenta las subespecies Prosopocoilus zebra ledae y Prosopocoilus zebra zebra.

## Distribución geográfica
Habita en Samar, Panay y Mindanao (Filipinas).